# L'Oiseau bariolé (film)
Pour les articles homonymes, voir The Painted Bird.
Pour plus de détails, voir Fiche technique et Distribution.
L'Oiseau bariolé (Nabarvené ptáče) est un film slavo-ukraino-tchèque écrit et réalisé par Václav Marhoul, sorti en septembre 2019. Le film est en sélection officielle à la Mostra de Venise 2019. Le film est le premier à utiliser la langue interslave.
Le film est une adaptation du roman éponyme (The Painted Bird) de Jerzy Kosinski.

## Synopsis
Dans une Europe de l'Est dévastée par la Seconde Guerre mondiale, un jeune garçon juif à la recherche d'un refuge croise de nombreux destins violents et tragiques. Il rencontre au hasard de ses pérégrinations des bêtes et des gens qui ne lui viennent pas toujours en aide.

## Fiche technique
- Titre français : L'Oiseau bariolé[1],[2]
- Titre original : Nabarvené ptáče
- Réalisation : Václav Marhoul
- Scénario : Václav Marhoul d'après L'Oiseau bariolé de Jerzy Kosinski
- Photographie : Vladimír Smutný
- Montage : Ludek Hudec
- Direction artistique : Jan Vlasák
- Costumes : Helena Rovna
- Pays d'origine :  République tchèque -  Slovaquie -  Ukraine
- Format : Noir et blanc - 2,35:1
- Genre : drame
- Dates de sortie :  
  - Italie :	3 septembre 2019 (Mostra de Venise 2019)
  - France : 6 juillet 2023 (Paris)

## Distribution
- Petr Kotlár : Joska (le petit garçon)
- Stellan Skarsgård : Hans
- Harvey Keitel : Prêtre
- Barry Pepper : Mitka
- Julian Sands : Garbos
- Udo Kier : Miller
- Jitka Čvančarová : Ludmilla
- Lech Dyblik : Lekh
- Petr Vanek : Nikodem
- Tim Kalkhof : Officier SS

## Distinctions
- Lauréat du Prix UNICEF[3] à la Mostra de Venise 2019
- Lauréat de 7 Lions tchèques : Meilleur film, meilleur réalisateur, meilleure cinématographie, meilleur son, meilleure direction artistique, meilleurs costumes, meilleure affiche.
- Candidat de la Tchéquie pour l'Oscar du meilleur film étranger, The Painted Bird est retenu dans la courte liste du mois de décembre, mais n'obtient pas de nomination en janvier.